# Museum Schwab (Gebäude)

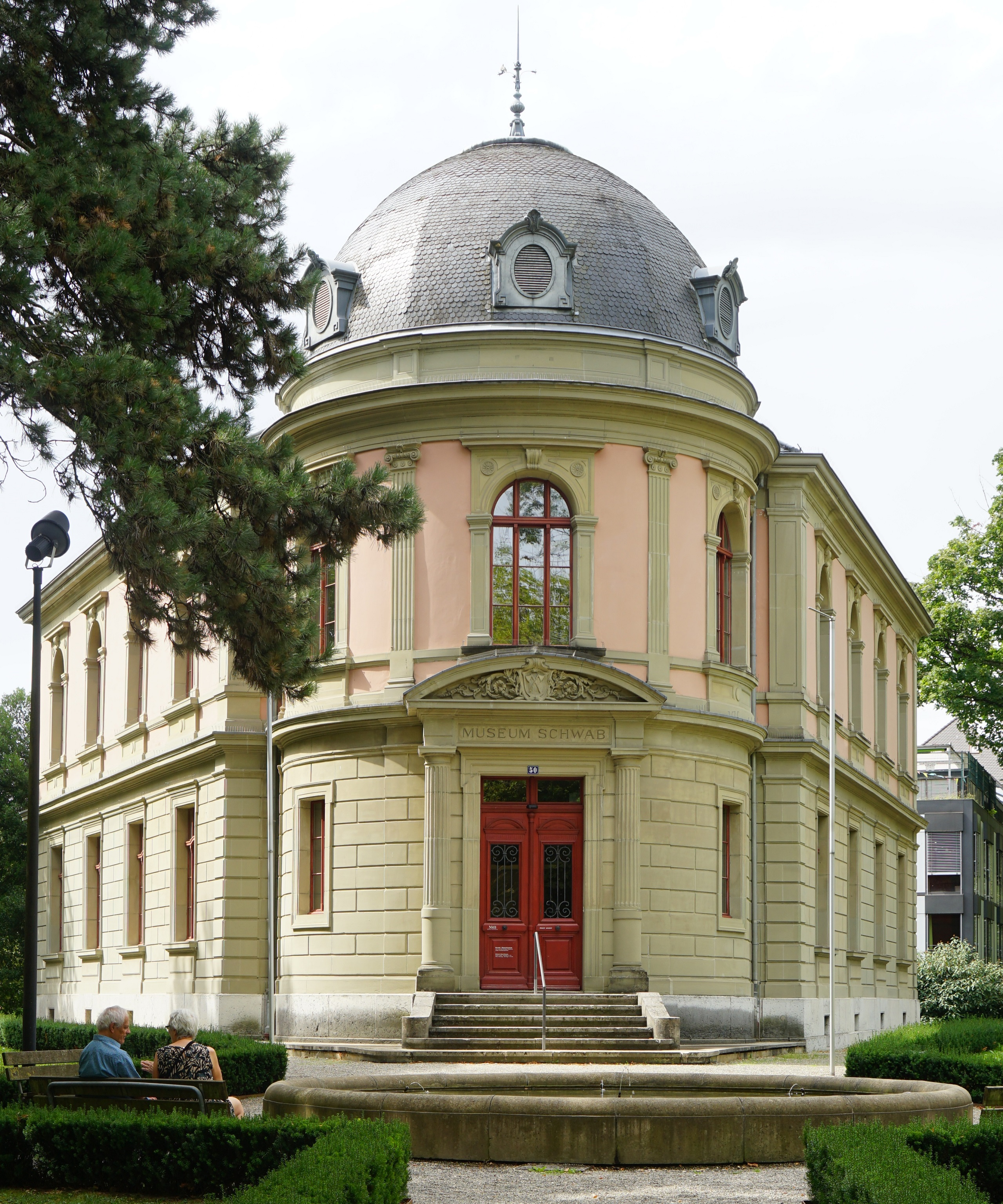
Museum Schwab, 2023

Das Gebäude des ehemaligen Museums Schwab in Biel (französisch Bienne) im Kanton Bern ist der dritte Museumsbau der Schweiz und als Kulturgut von regionaler Bedeutung geschützt. Es beherbergte von 1873 bis 2011 die Sammlung Schwab und ist seit 2012 Teil des NMB Neuen Museums Biel.

## Lage
Das Bauwerk befindet sich im Quartier Neustadt Nord (Nouvelle ville nord) nördlich der Schüss. Es ist Teil der «Baugruppe G» (Alleen Schüsspromenade/Seevorstadt) und schliesst als Seevorstadt «50» die Villen- und Grünzone zwischen Altstadt und Bielersee in dominanter Lage ab. Jenseits der Promenade und der Schüss liegt die ehemalige Bieler Indiennemanufaktur, die die Dauerausstellung des NMB beherbergt. Im Westen benachbart ist das Wohnheim Mutter und Kind, die gegenüberliegende Strassenseite wird unter anderem vom Kunsthaus Pasquart geprägt.

## Geschichte
Bauherrin war die Stadt Biel, Planer der Berner Architekt Friedrich Ludwig von Rütte (1829–1903). Nachdem der Pfahlbauforscher Friedrich Schwab seine bedeutende archäologische Sammlung der Stadt vermacht hatte, liess diese 1871/1872 das Gebäude errichten. Nach dem Musée Rath in Genf von 1826 und dem 1849 vollendeten Berri-Bau in Basel wurde das Museum Schwab im Herbst 1873 als dritter Museumszweckbau des Landes eröffnet.
Ein umfangreicher Erweiterungsplan von Eduard Lanz (1886–1972) im Stil der Bieler Moderne von 1930 wurde nicht verwirklicht. Das Gebäude wurde von 1945 bis 1947 umgebaut, wobei das Treppenhaus von der Rotunde in den hinteren Bereich verlegt wurde. Eine Renovation erfolgte 1995. Ein Aufzug wurde in einem rückwärtigen Anbau aus Cortenstahl eingebaut.
Die Sammlung Schwab wurde mehrfach umgestaltet und neu konzipiert. Mit der Fusion der benachbarten Museen zum «NMB Neues Museum Biel» endete 2011/2012 die Zeit als eigenständiges Museum. Das Gebäude wird seitdem für Sonderausstellungen des NMB genutzt und ist seit 1999 in das Schweizerische Inventar der Kulturgüter von regionaler Bedeutung (Kategorie B) eingetragen. Eine erste Unterschutzstellung erfolgte durch Regierungsratsbeschluss am 16. Februar 1994.

## Beschreibung
Der neubarocke Bau gilt als «sehr repräsentativ» und hat einen «hohen städtebaulicher Rang» durch seine Lage an der Gabelung zweier Alleen mit herrschaftlichen Villen. Der winkelförmige Grundriss ist durch die Dreiecksform des Grundstücks bestimmt und wird durch die «elegante» zweigeschossige Kuppelrotunde geprägt. Die Fassaden sind «sehr sorgfältig» in Sandstein gegliedert. Das Erdgeschoss ist rustiziert, die Lisenen kanneliert. Ionische Kapitelle, «fein» gearbeitete Gesimse, «sehr schöne» Fensterrahmungen und ein «nobler» Eingang kennzeichnen den Entwurf «französischer Prägung».
Die Plastik «Tanzendes Mädchen» im Garten ist ein Entwurf von Hermann Hubacher von 1945.

## Belege
1. 1 2 3 4  Seevorstadt 50. Bauinventar des Kantons Bern, abgerufen am 18. Januar 2024.
2. ↑  KGS-Nr.: 00752.

Koordinaten: 47° 8′ 18,9″ N, 7° 14′ 28,5″ O; CH1903: 585028 / 220864